# Stéphane Bataillon
 (mars 2025).
Si vous disposez d'ouvrages ou d'articles de référence ou si vous connaissez des sites web de qualité traitant du thème abordé ici, merci de compléter l'article en donnant les références utiles à sa vérifiabilité et en les liant à la section « Notes et références ».
Stéphane Bataillon est un poète, scénariste et journaliste français né à Montreuil en 1975.

## Biographie
Poète, scénariste et journaliste, Stéphane Bataillon consacre ses travaux aux formes poétiques brèves, aux nano-littératures et aux expériences d’écritures numériques, comme la Twittérature.

## Œuvres

### Poésie
- 2008 : Guillevic, Humour blanc Choix des textes et avant-propos, Éditions Seghers Jeunesse.  (ISBN 978-2-23212-301-6)
- 2008 : Poésies de langue française, 144 poètes d’aujourd’hui autour du monde. Anthologie présentée par Stéphane Bataillon, Sylvestre Clancier et Bruno Doucey. 486 pages, Éditions Seghers.  (ISBN 978-2-23212-305-4)
- 2010 : Où nos ombres s’épousent, éd Bruno Doucey, 2010.  (ISBN 978-2-36229-007-7)
- 2013 : Les Terres rares éd Bruno Doucey, 2013.  (ISBN 978-2-3622-9047-3)
- 2019 : Contre la nuit éd Bruno Doucey, 2019.  (ISBN 978-2-36229-232-3)

### Bandes dessinées (scénarios)
- 2005 : Les Gagonautes - dessins d’Eric Gasté. Publié dans le bimensuel Astrapi (2005-2008). 16 épisodes, 96 pages.
- 2005 : Kumka l’éléphant – dessins de David de Thuin. Publié dans le mensuel Images Doc (2005-2008) 33 pages
- 2006 : Manga Sudoku - dessins de Jérôme Bretzner, éd. Pearson, 2006.  (ISBN 978-2-7470-3518-7)
- 2011 : La Bible en BD - Épisode Jonas le têtu – dessins de Bertrand Marchal, Bayard Jeunesse,  (ISBN 978-2-7470-3518-7)

### Livres de jeu
- 2006 : Sudoku junior (3 volumes), éd. Tourbillon.
- 2006 : Sudoku (3 volumes), l’agenda du Sudoku (2 volumes), Kakuro, éd.Pearson.
- 2007 : Dinos Quiz Dessins Stéphane Mattern, éd. Tourbillon.  (ISBN 978-2-8480-1229-2)
- 2008 : Chevaliers Quiz Dessins Stéphane Mattern, éd. Tourbillon.  (ISBN 978-2-8480-1358-9)